# Huanghai Plutus
Huanghai Plutus (大柴神) — среднеразмерный пикап, выпускающийся с 2007 года подразделением Huanghai Auto (黄海) компании SG Automotive (曙光汽车). Первое поколение выпускалось с 2007 по 2012 год, в то время как второе поколение выпускается с 2012 года на платформе Huanghai Landscape F1.

## Первое поколение
Первое поколение Huanghai Plutus выпускалось с колёсными формулами 4X4 и 4X2. Автомобиль приводился в движение турбодизельным двигателем Isuzu 4JB1 объёмом 2771 см3, мощностью 100 л. с. и крутящим моментом 230 Н·м при 2200 об/мин. Двигатель сочетался в паре с пятиступенчатой механической трансмиссией.
- Huanghai Plutus
- Вид спереди
- Вид сзади

Рестайлинговый вариант назывался Huanghai Steed (Aojun, 傲骏).
- Huanghai Steed
- Вид спереди
- Вид сзади

Дизайн первого поколения Huanghai Plutus до рестайлинга напоминал первое поколение Chevrolet Colorado. После рестайлинга передняя часть стала напоминать Toyota Land Cruiser Prado.

### Рынки

#### Малайзия
В Малайзии в стандартную комплектацию Huanghai Plutus входили ABS, EBD, подушка безопасности со стороны водителя, MP3/CD-плеер, противотуманные фары, боковые зеркала с электроприводом и датчик заднего хода. Заднеприводная версия стоила 61923,60 рингитов, а полноприводная — 70923,60 рингитов. Гарантия составляла 2 года или 60000 км.

#### Вьетнам
PMC Premio Max является версией Huanghai Plutus Classic для вьетнамского рынка.

#### Уругвай и Бразилия
Huanghai Plutus также продавался в Уругвае и Бразилии под названием Effa Plutus.

## Второе поколение
Второе поколение Huanghai Plutus (大柴神) является пикапом на базе Huanghai Landscape F1 SUV, с которым он разделяет те же платформу и переднюю часть. Его производство началось в мае 2012 года. Дизайн напоминает первое поколение Kia Sorento.
- Вид спереди
- Вид сзади

### Технические характеристики
Второе поколение Plutus оснащается 2,4-литровым бензиновым двигателем и 3,2-литровым турбодизельным двигателем FAW Dachai мощностью 79 кВт (107 л. с.) при 3200 об/мин и крутящим моментом 245 Н·м при 2000 об/мин.